# Thaleria sajanensis
Thaleria sajanensis là một loài nhện trong họ Linyphiidae.
Loài này thuộc chi Thaleria. Thaleria sajanensis được Kirill Yuryevich Eskov & Yuri M. Marusik miêu tả năm 1992.